# سد هایر
سد هایر (به عربی: سدود الحائر) یک منطقهٔ مسکونی در عربستان سعودی است که در ریاض واقع شده‌است.